# Маршруты санкт-петербургского трамвая

Схема трамвайных маршрутов по состоянию на осень 2024 года

По состоянию на 2024 год в Санкт-Петербурге действует 44 маршрута трамвая.
Максимальное число маршрутов действовало в период с 13 октября 1997 года по 20 февраля 1998 года, когда на линию регулярно выходило 68 маршрутов (с № 1 по № 65, а также № А, 21А и 90). Позднее их число начало постепенно сокращаться.
Маршрут № 3 является одним из самых старых, он начал работу в октябре 1907 года.

## Маршрутные огни
В Санкт-Петербурге уже с момента появления трамвая сложилась редкая для России практика: маршруту присваивается не только номер, но и своё сочетание маршрутных огней (софитов), представляющих собой развитие железнодорожной и отчасти флотской световой сигнализации применительно к условиям городского рельсового пассажирского транспорта. На вагонах трамвая в Петербурге маршрутные огни представляли собой парные источники света в рефлекторах, размещённые впереди и сзади вагонов, по обе стороны крыши или сразу под ней. Эта светотехника придавалась трамваю не ради стрелочников, как это иногда утверждается, а прежде всего ради пассажиров и общей безопасности дорожного движения на улицах, по которым проходит трамвай.

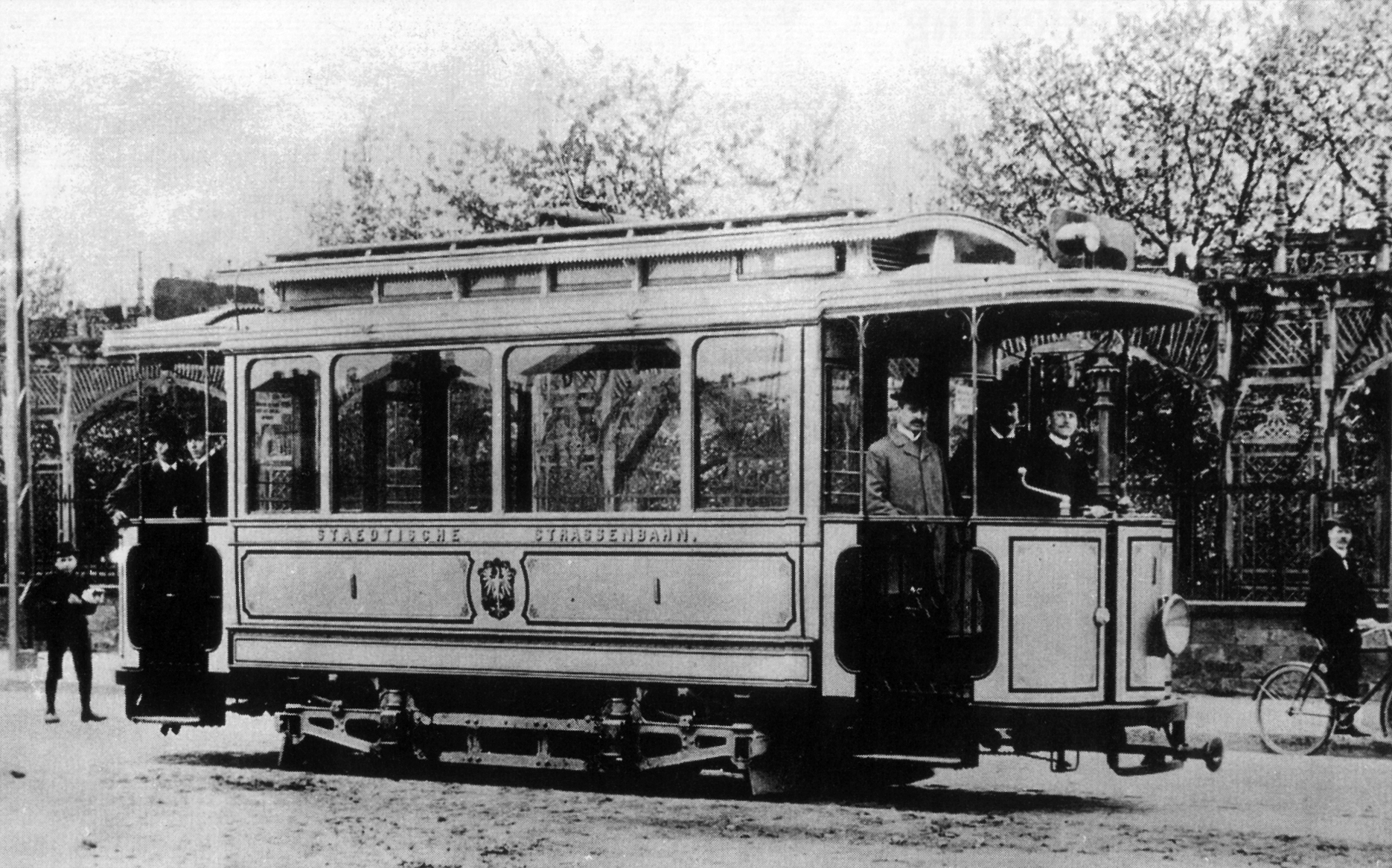
Маршрутные огни на крыше первого трамвая во Франкфурте, 1900 год

Маршрутные огни трамвая не были русским новшеством. Как только по улицам Петербурга пошли первые трамваи, горожане, видевшие софиты за границей, сразу напомнили властям об этом удобстве. Так, газета «Новое время» напечатала коллективное письмо «обывателей Васильевского острова», которые так и просили: установить на трамваях цветные фонари, «как за границей, в частности, во Франкфурте-на-Майне». Технических препятствий к выполнению этой просьбы не было: подвижной состав франкфуртскому трамваю доставляла та же фирма «Сименс и Гальске», что и для Петербурга, а герметичные мини-прожекторы под электрическую лампочку с рефлектором и цветным стеклом для установки на крыше уже были предусмотрены конструкцией их вагонов.
В маршрутных огнях трамвая используется 5 цветов: красный, жёлтый, зелёный, синий и белый. При наличии в сети более чем 25 маршрутов, их цветовые обозначения начали повторяться, однако при территориальном размахе городского трамвая Санкт-Петербурга маршруты с одинаковым цветовым кодом никогда не пересекались.
До сих пор в регламенте информационного обеспечения наземного транспорта Санкт-Петербурга присутствует пункт, согласно которому на трамваях по бокам электронного указателя маршрута должны устанавливаться софиты.

### Статистика
Одинаковые софиты следующих маршрутов:
- 7, 40, 41, 62 (зелёный — зелёный);
- 36, 39, 45, 47 (красный — красный);
- 6, 29, 29В, 30, 48 (синий — синий);
- 18, 57, 60 (белый — синий);
- 21, 59 (жёлтый — белый);
- А, 61 (жёлтый — жёлтый);
- 8, 100 (зелёный — жёлтый);
- 9, 43 (белый — белый);
- 20, 65 (зелёный — белый);
- 24, 38 (синий — жёлтый);
- 27, 55 (красный — синий);
- 49, 63 (синий — красный);
- 1, 51, 64 (красный — жёлтый);
- 23, 29В (синий — зелёный).

Уникальные софиты у следующих маршрутов:
- 3 (жёлтый — синий);
- 10 (жёлтый — красный);
- 16 (белый — зелёный);
- 19 (синий — белый);
- 25 (красный — зелёный);
- 52 (зелёный — красный);
- 58 (белый — красный).

Не используются следующие сочетания:
- зелёный — синий (с 20 июня 2022 года);
- красный — белый (с 5 октября 2005 года);
- белый — жёлтый (с 1 января 2007 года);
- жёлтый — зелёный (с 25 декабря 2015 года).

## Список маршрутов

### Действующие маршруты
По состоянию на 2025 год действует 44 маршрута. Временные изменения в связи с ремонтными работами в таблице не учтены.
Самый длинный маршрут – № 40 (19 км), а самый короткий – № 62 (3,6 км).
| №   | Софиты   | Трасса следования | Парк    | Длина, км | Дата открытия         |
| --- | -------- | --- | ------- | --------- | --------------------- |
| 1   | 🟥ㅤㅤ🟨 | Улица Кораблестроителей — Наличная улица — Приморская — Средний проспект В.О. — 22-я и 23-я линии В.О. — Горный институт — Косая линия — Детская улица | 3       | 5,7       | 7 октября 2024 года   |
| 3   | 🟨ㅤㅤ🟦 | Площадь Репина — Садовая улица — площадь Тургенева — Сенная площадь — Гостиный двор — Летний сад — Суворовская площадь — Троицкий мост — улица Куйбышева — Боткинская улица — Площадь Ленина, Финляндский вокзал | 3       | 8,8       | 1 марта 2013 года     |
| 6   | 🟦ㅤㅤ🟦 | Улица Кораблестроителей — Приморская — Наличная улица — Средний проспект В. О. — Василеостровская — Спортивная — проспект Добролюбова — Кронверкский проспект — Горьковская — улица Куйбышева — Боткинская улица — Площадь Ленина, Финляндский вокзал | 3       | 9,55      | 7 августа 2002 года   |
| 7   | 🟩ㅤㅤ🟩 | Проспект Солидарности — Улица Дыбенко — Дальневосточный проспект — Володарский мост — Ломоносовская — проспект Обуховской Обороны — Площадь Александра Невского — мост Александра Невского — Заневский проспект — Новочеркасская — Новочеркасский проспект — Малая Охта | 7       | 17,65     | 9 сентября 2006 года  |
| 8   | 🟩ㅤㅤ🟨 | Хасанская улица — проспект Наставников — проспект Косыгина — Ладожская, Ладожский вокзал | Чижик   | 4,83      | 1 февраля 2002 года   |
| 9   | ⬜ㅤㅤ⬜ | Проспект Мечникова — Пискарёвский проспект — Пискарёвка — улица Руставели — Ручьи — проспект Науки — Академическая — Тихорецкий проспект — проспект Луначарского — проспект Энгельса — Озерки — Удельная | 5, СТТП | 14,5      | 6 ноября 1982 года    |
| 10  | 🟨ㅤㅤ🟥 | Проспект Солидарности — улица Коллонтай — Проспект Большевиков — Дальневосточный проспект — Новочеркасская — Среднеохтинский проспект — Большая Пороховская улица — Ириновский проспект — улица Передовиков | 7       | 12,3      | 10 июня 2016 года     |
| 16  | ⬜ㅤㅤ🟩 | Карбюраторный завод — Обводный канал — Лиговский проспект — улица Марата — Звенигородская — Пушкинская, Витебский вокзал — Технологический институт — 1-я Красноармейская улица — Троицкий проспект — Лермонтовский проспект — Садовая улица — площадь Тургенева — площадь Репина — Старо-Петергофский проспект — Нарвская | 1       | 11,95     | 12 апреля 2007 года   |
| 18  | ⬜ㅤㅤ🟦 | Улица Шаврова — проспект Авиаконструкторов — Стародеревенская улица — улица Оптиков — Гаккелевская улица — Старая Деревня | 5       | 4,5       | 14 января 1999 года   |
| 19  | 🟦ㅤㅤ⬜ | Лахтинский разлив — улица Савушкина — Беговая — Старая Деревня | 5       | 4         | 27 декабря 2000 года  |
| 20  | 🟩ㅤㅤ⬜ | Проспект Культуры — проспект Луначарского — проспект Энгельса — Озерки — Удельная — Лесная — Выборгская — Площадь Ленина, Финляндский вокзал | 5, СТТП | 15,55     | 1925 год              |
| 21  | 🟨ㅤㅤ⬜ | Приморский проспект — улица Савушкина — Чёрная речка — Торжковская улица — Ланская — проспект Энгельса — Удельная — Озерки — Проспект Просвещения — Придорожная аллея | 3, 5    | 15,3      | 1914 год              |
| 23  | 🟦ㅤㅤ🟩 | Проспект Солидарности — Улица Дыбенко — Дальневосточный проспект — Новочеркасская — Среднеохтинский проспект — Полюстровский проспект — Кондратьевский проспект — улица Комсомола — Площадь Ленина, Финляндский вокзал | 7       | 16,8      | 1927 год              |
| 24  | 🟦ㅤㅤ🟨 | Рыбацкое — Шлиссельбургский проспект — проспект Обуховской Обороны — Пролетарская — Ломоносовская — Площадь Александра Невского — Перекупной переулок | 7       | 15,5      | 1924 год              |
| 25  | 🟥ㅤㅤ🟩 | Купчино — улица Ярослава Гашека — Купчинская улица — улица Димитрова — Проспект Славы — Международная — Бухарестская — Волковская — Обводный канал — Лиговский проспект — Улица Марата | 1       | 14,2      | 1916 год              |
| 27  | 🟥ㅤㅤ🟦 | Рыбацкое — Шлиссельбургский проспект — проспект Обуховской Обороны — Пролетарская — Ломоносовская — Володарский мост — Дальневосточный проспект — улица Коллонтай — Проспект Большевиков — проспект Солидарности — река Оккервиль | 7       | 19,15     | 1950 год              |
| 29  | 🟦ㅤㅤ🟦 | Мясокомбинат — Звёздная — улица Ленсовета — Авиационная улица — Московская — Парк Победы — Электросила — Московские ворота — Трамвайный парк № 1 | 1       | 8,6       | 1950 год              |
| 29В | 🟦ㅤㅤ🟩 | проспект Юрия Гагарина — Авиационная улица — Московская — Парк Победы — Электросила — Московские ворота — Трамвайный парк № 1 | 1       | 5,5       | 30 июня 2025 года     |
| 30  | 🟦ㅤㅤ🟦 | Ладожская, Ладожский вокзал — Гранитная улица — Новочеркасская — Заневский проспект — мост Александра Невского — Площадь Александра Невского — Перекупной переулок | 7       | 5,65      | 4 марта 2023 года     |
| 36  | 🟥ㅤㅤ🟥 | Стрельна — Петергофское шоссе — проспект Стачек — Кронштадтская улица — Автово — Кировский завод — улица Маршала Говорова — улица Трефолева — Оборонная улица | 8       | 17,1      | Ноябрь 1951 года      |
| 38  | 🟦ㅤㅤ🟨 | Проспект Мечникова — Пискарёвский проспект — Пискарёвка — улица Руставели — Ручьи — проспект Науки — Академическая — Тихорецкий проспект — Политехническая — Площадь Мужества — Кушелевка | СТТП    | 10        | 1 января 1996 года    |
| 39  | 🟥ㅤㅤ🟥 | Трамвайный парк им. Володарского — Пролетарская — проспект Обуховской Обороны — Ломоносовская — Володарский мост — Дальневосточный проспект — Новочеркасская — Заневский проспект — мост Александра Невского — Площадь Александра Невского — Перекупной переулок | 7       | 14,2      | 1960 год              |
| 40  | 🟩ㅤㅤ🟩 | Тихорецкий проспект — Политехническая — Площадь Мужества — 2-й Муринский проспект — проспект Энгельса — Ланская — Торжковская улица — Чёрная речка — Каменный остров — Вяземский переулок — набережная реки Карповки — Петроградская — улица Льва Толстого — улица Чапаева — улица Куйбышева — Кронверкский проспект — Горьковская — проспект Добролюбова — Спортивная — Средний проспект В. О. — Василеостровская — 22-я и 23-я линии В.О. — Горный институт — Косая линия — Детская улица | 3       | 19,8      | 1960 год              |
| 41  | 🟩ㅤㅤ🟩 | Завод «Северная Верфь» — Кировский завод — улица Маршала Говорова — улица Трефолева — Лифляндская улица — набережная Обводного канала — Старо-Петергофский проспект — площадь Репина — Садовая улица — площадь Тургенева — Сенная площадь | 8       | 10,8      | Октябрь 1962 года     |
| 43  | ⬜ㅤㅤ⬜ | Купчино — улица Ярослава Гашека — Купчинская улица — улица Димитрова — Проспект Славы — Международная — Бухарестская — улица Салова — Благодатная улица — Московский проспект — Электросила — Московские ворота | 1       | 12,8      | Ноябрь 1966 года      |
| 45  | 🟥ㅤㅤ🟥 | Купчино — улица Ярослава Гашека — Дунайская — Бухарестская улица — Проспект Славы — Международная — Бухарестская — улица Салова — Благодатная улица — Московский проспект — Парк Победы — Московская — Авиационная улица — проспект Юрия Гагарина | 1       | 14,3      | Ноябрь 1967 года      |
| 47  | 🟥ㅤㅤ🟥 | Улица Шаврова — проспект Авиаконструкторов — Комендантский проспект — проспект Испытателей — Пионерская — Удельный парк | 5       | 5,3       | 26 декабря 1988 года  |
| 48  | 🟦ㅤㅤ🟦 | Лахтинский разлив — улица Савушкина — Беговая — Чёрная речка — Торжковская улица — Ланская — Большой Сампсониевский проспект — 1-й Муринский проспект — Кушелевка | 5       | 10        | Январь 1993 года      |
| 49  | 🟦ㅤㅤ🟥 | Малая Балканская улица — Бухарестская улица — Дунайская — Проспект Славы — Международная — Бухарестская — Волковская — Обводный канал — Лиговский проспект — Улица Марата | 1       | 14,3      | Декабрь 1969 года     |
| 51  | 🟥ㅤㅤ🟨 | Суздальский проспект — Светлановский проспект — проспект Просвещения — Гражданский проспект — улица Руставели — Новая Охта — Ручьи — Пискарёвский проспект — Пискарёвка — Проспект Мечникова | СТТП    | 8,6       | Январь 1971 года      |
| 52  | 🟩ㅤㅤ🟥 | Завод «Северная Верфь» — Кронштадтская улица — Автово — проспект Стачек — проспект Маршала Жукова — проспект Ветеранов — Сосновая Поляна | 8       | 12        | 17 декабря 1971 года  |
| 55  | 🟥ㅤㅤ🟦 | Придорожная аллея — Проспект Просвещения — проспект Луначарского — Тихорецкий проспект — Политехническая — Площадь Мужества — 2-й Муринский проспект — проспект Испытателей — Пионерская — Комендантский проспект — проспект Авиаконструкторов — Улица Шаврова | 5       | 15,5      | 5 ноября 1976 года    |
| 56  | 🟨ㅤㅤ⬜ | Завод «Северная Верфь» — Кронштадтская улица — Автово — проспект Стачек — улица Маршала Казакова | 8       | 4,2       | 1 сентября 1978 года  |
| 57  | ⬜ㅤㅤ🟦 | Тихорецкий проспект — проспект Науки — Академическая — Ручьи — улица Руставели — Проспект Луначарского | СТТП    | 6,4       | 7 марта 2009 года     |
| 58  | ⬜ㅤㅤ🟥 | Улица Жени Егоровой — Выборгское шоссе — Озерки — Проспект Просвещения — Проспект Культуры | СТТП    | 10        | 3 ноября 1980 года    |
| 59  | 🟨ㅤㅤ⬜ | Трамвайное депо Чижик — улица Потапова — проспект Наставников — проспект Косыгина — Ладожская, Ладожский вокзал | Чижик   | 7,41      | 1 ноября 1983 года    |
| 60  | ⬜ㅤㅤ🟦 | Завод «Северная Верфь» — Кронштадтская улица — Автово — проспект Стачек — улица Маршала Казакова — улица Десантников — Петергофское шоссе — ЛЭМЗ | 8       | 12,6      | 27 декабря 1983 года  |
| 61  | 🟨ㅤㅤ🟨 | Суздальский проспект — Светлановский проспект — проспект Просвещения — проспект Культуры — Тихорецкий проспект — Политехническая — Площадь Мужества — Кушелевка — Лесная — Выборгская | 5, СТТП | 12,4      | 27 декабря 1983 года  |
| 62  | 🟩ㅤㅤ🟩 | Малая Балканская улица — Бухарестская улица — Дунайская — улица Ярослава Гашека — Купчино | 1       | 3,6       | 15 марта 1984 года    |
| 63  | 🟦ㅤㅤ🟥 | Улица Передовиков — Ириновский проспект — проспект Наставников — проспект Косыгина — Ладожская, Ладожский вокзал | Чижик   | 6,2       | 1 сентября 2019 года  |
| 64  | 🟥ㅤㅤ🟨 | Ржевка — Рябовское шоссе — Ириновский проспект — проспект Наставников — проспект Косыгина — Ладожская, Ладожский вокзал | Чижик   | 8,62      | 1 января 1986 года    |
| 65  | 🟩ㅤㅤ⬜ | Река Оккервиль — проспект Солидарности — улица Коллонтай — Проспект Большевиков — Дальневосточный проспект — Новочеркасская — Заневский проспект — мост Александра Невского — Площадь Александра Невского — проспект Обуховской Обороны — Невский завод | 7       | 12,6      | 23 января 1986 года   |
| 100 | 🟩ㅤㅤ🟨 | Ручьи — улица Руставели — Новая Охта — проспект Просвещения — Гражданский проспект — Проспект Просвещения — Придорожная аллея | СТТП    | 16,2      | 19 сентября 2007 года |
| А   | 🟨ㅤㅤ🟨 | Река Оккервиль — проспект Солидарности — улица Коллонтай — Проспект Большевиков — Дальневосточный проспект — Улица Дыбенко — Река Оккервиль (6:00 — 15:00 — движение против часовой стрелки, 15:00 — 21:00 — движение по часовой стрелке) | 7       | 9         | 2 января 1986 года    |

### Закрытые маршруты
Трассы маршрутов указаны на момент закрытия.
| №   | Софиты   | Трасса следования | Парк    | Длина, км | Дата закрытия         | Причина закрытия |
| --- | -------- | --- | ------- | --------- | --------------------- | --- |
| б/н | ⬜ㅤㅤ⬜ | Детская улица — Косая линия — 22-я и 23-я линии В.О. — Средний проспект В.О. — Василеостровская | 2       | 2,95      | 1992 год              | Неизвестно. Работал по будням |
| 1А  | 🟥ㅤㅤ🟨 | Детская улица — Косая линия — 22-я и 23-я линии В.О. — Средний проспект В.О. — Василеостровская — Университетская набережная — площадь Труда — улица Глинки — Мариинский театр — Никольская площадь — Садовая улица — Площадь Тургенева | 2       | 7,5       | 1 июля 2003 года      | Ремонт трамвайных путей на Среднем проспекте В.О. Перенумерован в № 1                                                                                 |
| 2   | 🟦ㅤㅤ🟥 | Приморский проспект — улица Савушкина — Чёрная речка — Каменный остров — Вяземский переулок — набережная реки Карповки — Петроградская — улица Льва Толстого — Гренадерский мост — Выборгская | 3, 5    | 9         | 16 ноября 2013 года   | Работал на время ремонта станции метро «Петроградская»                                                                                                |
| 2A  | 🟦ㅤㅤ🟥 | Приморский парк Победы — Большая Зеленина улица — Чкаловская — Введенская улица — Кронверкский проспект — Горьковская — Троицкий мост — Садовая улица — Инженерная улица — Литейный проспект — Площадь Ленина, Финляндский вокзал — Боткинская улица — улица Куйбышева — Горьковская — Введенская улица — Чкаловская — Приморский парк Победы (кольцевой, против часовой стрелки) | 3       | 19,1      | 2 мая 2007 года       | Ремонт трамвайных путей на площади Ленина |
| 2Б  | 🟦ㅤㅤ🟥 | Приморский парк Победы — Большая Зеленина улица — Чкаловская — Введенская улица — Кронверкский проспект — Горьковская — улица Куйбышева — Боткинская улица — Площадь Ленина, Финляндский вокзал — Литейный проспект — Инженерная улица — Садовая улица — Троицкий мост — Горьковская — Введенская улица — Чкаловская — Приморский парк Победы (кольцевой, по часовой стрелке) | 3       | 19,1      | 2 мая 2007 года       | Ремонт трамвайных путей на площади Ленина |
| 3А  | 🟨ㅤㅤ🟦 | Площадь Репина — Садовая улица — площадь Тургенева — Сенная площадь | 3       | 2,5       | 28 мая 2024 года      | Работал во время ремонта трамвайных путей на Садовой улице                                                                                            |
| 4   | 🟦ㅤㅤ🟦 | Завод «Северная Верфь» — Кронштадтская улица — Автово — проспект Стачек — Петергофское шоссе — ЛЭМЗ | 8       | 11,3      | 1 ноября 2000 года    | Экономия электроэнергии. Работал по будням |
| 4A  | 🟦ㅤㅤ🟦 | Завод «Северная Верфь» — Кронштадтская улица — Автово — проспект Стачек — Проспект Стачек, 111 | 8       | 5,1       | 27 декабря 1983 года  | Объединен с маршрутом № 4 |
| 5   | 🟥ㅤㅤ🟥 | Детская улица — набережная Лейтенанта Шмидта — площадь Труда — улица Глинки — Мариинский театр — Никольская площадь — Садовая улица — Сенная площадь — Гостиный двор — Инженерная улица — улица Белинского — улица Некрасова — Новгородская улица — Перекупной переулок | 4       | 11,7      | Март 1999 года        | Ремонт трамвайных путей на улицах Инженерной и Белинского                                                                                             |
| 6А  | 🟦ㅤㅤ🟦 | Проспект Добролюбова — Кронверкский проспект — Горьковская — улица Куйбышева — Боткинская улица — Площадь Ленина, Финляндский вокзал | 3       | 4,1       | 19 ноября 2017 года   | Временный маршрут в связи с ремонтом Тучкова моста |
| 7А  | 🟩ㅤㅤ🟩 | Новочеркасская — Малая Охта — Ладожская, Ладожский вокзал | 7       | 2,7       | 4 марта 2023 года     | Ремонт станции метро «Ладожская» |
| 11  | 🟦ㅤㅤ⬜ | Улица Кораблестроителей — Наличная улица — Приморская — Средний проспект В.О. — Василеостровская — Университетская набережная — площадь Труда — Мариинский театр — улица Глинки — Никольская площадь — площадь Репина — Старо-Петергофский проспект — Нарвская | 3       | 12,66     | 1 марта 2006 года     | Закрытие трамвайного движения по Университетской набережной, мосту Лейтенанта Шмидта, площади Труда, улице Глинки и Никольской площади                |
| 12  | ⬜ㅤㅤ🟦 | Ржевка — Рябовское шоссе — Ириновский проспект — Большая Пороховская улица — Среднеохтинский проспект — Новгородская улица — улица Некрасова — Литейный проспект — Владимирская — улица Марата | 4       | 13,6      | 5 октября 2005 года   | Закрытие трамвайного движения по Большеохтинскому мосту, улицам Новгородской и Некрасова. Работал по будням. Заменен автобусом № 15 и маршруткой № 90 |
| 12A | ⬜ㅤㅤ🟦 | Трамвайный парк № 4 — Суворовский проспект — улица Некрасова — улица Белинского — Инженерная улица — площадь Искусств — Невский проспект — Невский проспект — Адмиралтейская — Дворцовая площадь — Биржевой мост — Кронверкский проспект — Введенская улица — Чкаловская — Лодейнопольская улица | 4, 6    | 8,45      | 1932 год              | Неизвестно |
| 13  | ⬜ㅤㅤ🟥 | Балтийская, Балтийский вокзал — Лермонтовский проспект — Садовая улица — Сенная площадь — Гостиный двор — Инженерная улица — улица Некрасова — Новгородская улица — Перекупной переулок | 4       | 9,14      | 14 октября 2002 года  | Закрытие трамвайного движения по Рижскому и Лермонтовскому проспекту и 10-й Красноармейской улице                                                     |
| 14  | 🟥ㅤㅤ🟦 | Площадь Репина — Садовая улица — Троицкий проспект — 1-я Красноармейская улица — Технологический институт — Пушкинская, Витебский вокзал — Звенигородская — улица Марата — Владимирская — Литейный проспект — Площадь Ленина, Финляндский вокзал — Выборгская | 3       | 11,25     | 12 апреля 2007 года   | Оптимизация маршрутной сети |
| 15  | 🟦ㅤㅤ🟩 | Купчино — улица Ярослава Гашека — Купчинская улица — улица Димитрова — Бухарестская улица — Проспект Славы | 1       | 4,88      | 25 ноября 2001 года   | Маршрут был временным |
| 16А | ⬜ㅤㅤ🟩 | Карбюраторный завод — Обводный канал — Лиговский проспект — Улица Марата | 1       | 4,4       | 2009 год              | Укороченные наряды маршрута № 16, функционировали как временные после реконструкции Лиговского проспекта                                              |
| 17  | ⬜ㅤㅤ🟨 | Приморский парк Победы — Большая Зеленина улица — Чкаловская — Чкаловский проспект — набережная реки Карповки — Петроградская — улица Льва Толстого — Гренадерский мост — Выборгская | 5, 6    | 7,9       | 1 января 2007 года    | Закрытие трамвайного движения по Чкаловскому проспекту                                                                                                |
| 19A | 🟩ㅤㅤ🟦 | Пискарёвский проспект — Свердловская набережная — улица Комсомола — Площадь Ленина, Финляндский вокзал — Литейный проспект — улица Восстания — площадь Восстания, Московский вокзал — Лиговский проспект — Обводный канал — Фрунзенская — Варшавский вокзал — Балтийская, Балтийский вокзал | 1, 4    | 12,5      | 1924 года             | Неизвестно |
| 21А | 🟨ㅤㅤ⬜ | Улица Жени Егоровой — Выборгское шоссе — проспект Луначарского — проспект Энгельса — Озерки | СТТП    | 4,9       | 1 февраля 1999 года   | Изменение маршрутной сети. Работал по будням |
| 22  | 🟦ㅤㅤ🟦 | Удельная — проспект Энгельса — Озерки — Проспект Просвещения — Гражданский проспект — Мурино — улица Руставели — Ручьи — Пискарёвский проспект — Пискарёвка — Проспект Мечникова | СТТП    | 15,95     | 12 мая 2004 года      | Ремонт трамвайных путей на проспекте Энгельса |
| 25А | 🟥ㅤㅤ🟩 | Площадь Калинина — Кондратьевский проспект — Площадь Ленина, Финляндский вокзал — Литейный проспект — Чернышевская — улица Восстания — Площадь Восстания, Московский вокзал — Лиговский проспект — Обводный канал — Фрунзенская — Московские ворота — Электросила — Броневая | 1       | 15,8      | 2000 год              | Работал во время ремонта трамвайных путей на Расстанной улице                                                                                         |
| 26  | 🟨ㅤㅤ🟥 | Байконурская улица — проспект Испытателей — Пионерская — проспект Энгельса — Ланская — Торжковская улица — Чёрная речка — улица Савушкина — Старая Деревня | 3       | 9,06      | 1 января 2007 года    | Оптимизация маршрутной сети. Работал по будням до 21:00                                                                                               |
| 28  | 🟥ㅤㅤ⬜ | Проспект Мечникова — Пискарёвский проспект — Среднеохтинский проспект — Новгородская улица — улица Некрасова — Литейный проспект — Владимирская — улица Марата — Звенигородская — Пушкинская, Витебский вокзал — Технологический институт — 1-я Красноармейская улица — Троицкий проспект — Лермонтовский проспект — Садовая улица — Площадь Тургенева | 8       | 15,25     | 5 октября 2005 года   | Закрытие трамвайного движения по Большеохтинскому мосту, улицам Новгородской и Некрасова                                                              |
| 28A | 🟥ㅤㅤ⬜ | Улица Пограничника Гарькавого — Петергофское шоссе — проспект Стачек — Старо-Петергофский проспект — Автово — Кировский завод — Нарвская — Балтийская, Балтийский вокзал — Варшавский вокзал — Фрунзенская — Обводный канал — Лиговский проспект — Площадь Восстания, Московский вокзал | 4       | 18,95     | 1931 год              | Неизвестно |
| 31  | 🟥ㅤㅤ⬜ | Нарвская — Старо-Петергофский проспект — площадь Репина — проспект Римского-Корсакова — улица Декабристов — Мариинский театр — площадь Труда — 8-я и 9-я линии В.О. — Василеостровская — Средний проспект В. О. — Спортивная — Кронверкский проспект — Введенская улица — Чкаловская — Приморский парк Победы | 6, 8    | 13,57     | 27 сентября 2002 года | Закрытие трамвайного движения по проспекту Римского-Корсакова и улице Декабристов                                                                     |
| 32  | 🟨ㅤㅤ🟩 | Тихорецкий проспект — Политехническая — Площадь Мужества — Кушелевка — Лесная — Выборгская | СТТП    | 6,1       | 25 декабря 2015 года  | Работал на время ремонта станции метро «Выборгская»                                                                                                   |
| 33  | 🟩ㅤㅤ🟥 | Нарвская — Старо-Петергофский проспект — площадь Репина — проспект Римского-Корсакова — улица Декабристов — Мариинский театр — площадь Труда — 8-я и 9-я линии В.О. — Средний проспект В. О. — Василеостровская — Спортивная — Малый проспект П.С. — Пионерская улица — Крестовский проспект — Приморский парк Победы | 6, 8    | 11,2      | 4 декабря 1995 года   | Изменение маршрутной сети в связи с размывом и нехватка подвижного состава                                                                            |
| 34  | 🟩ㅤㅤ🟦 | Нарвская — Старо-Петергофский проспект — набережная Обводного канала — Балтийская, Балтийский вокзал — Измайловский проспект — 1-я Красноармейская улица — Технологический институт — Пушкинская, Витебский вокзал — Звенигородская — улица Марата — Владимирская — Литейный проспект — Инженерная улица — Садовая улица — Троицкий мост — Горьковская — Введенская улица — Чкаловская — Приморский парк Победы | 6, 8    | 16,9      | 2 октября 2001 года   | Оптимизация маршрутной сети |
| 34А | 🟩ㅤㅤ⬜ | Трамвайный парк № 4 — Суворовский проспект — улица Некрасова — улица Белинского — Инженерная улица — площадь Искусств — Невский проспект — Адмиралтейская — Исаакиевская площадь — Конногвардейский бульвар — площадь Труда — Мариинский театр — Никольская площадь — Садовая улица — Сенная площадь — Технологический институт — Пушкинская, Витебский вокзал — Звенигородская — улица Марата — Лиговский проспект — Площадь Восстания, Московский вокзал — Суворовский проспект — Трамвайный парк № 4 (кольцевой, против часовой стрелки) | 4       | 16,22     | 1933 год              | Объединен с маршрутом № 34Б под № 34 |
| 34Б | 🟩ㅤㅤ⬜ | Трамвайный парк № 4 — Суворовский проспект — Лиговский проспект — Площадь Восстания, Московский вокзал — улица Марата — Звенигородская — Пушкинская, Витебский вокзал — Технологический институт — Сенная площадь — Садовая улица — Никольская площадь — Мариинский театр — площадь Труда — Конногвардейский бульвар — Исаакиевская площадь — Адмиралтейская — Невский проспект — площадь Искусств — Инженерная улица — улица Белинского — улица Некрасова — Суворовский проспект — Трамвайный парк № 4 (кольцевой, по часовой стрелке)     | 4       | 16,22     | 1933 год              | Объединен с маршрутом № 34А под № 34 |
| 35  | 🟨ㅤㅤ🟨 | Проспект Юрия Гагарина — Авиационная улица — Московская — Московский проспект — Парк Победы — Электросила — Московские ворота — Фрунзенская — набережная Обводного канала — Рыбинская улица | 1       | 7,64      | Июль 1997 года        | Изменение маршрутной сети |
| 37  | 🟥ㅤㅤ🟦 | Детская улица — 22-я и 23-я линии — набережная Лейтенанта Шмидта — 1-я и Кадетская линии — Средний проспект В.О. — Василеостровская — Гаванская улица — Малый проспект В. О. | 2       | 8,43      | 7 августа 2002 года   | Закрытие трамвайного движения по набережной Лейтенанта Шмидта                                                                                         |
| 41A | 🟩ㅤㅤ🟩 | ЛЭМЗ — Петергофское шоссе — проспект Стачек — Трамвайный парк № 8 | 8       | 8,49      | 14 августа 2017 года  | Временный маршрут в связи с ремонтом трамвайных путей на улице Маршала Казакова                                                                       |
| 42  | ⬜ㅤㅤ🟩 | Броневая — Благодатная улица — Московский проспект — Электросила — Московские ворота — Фрунзенская — Варшавский вокзал — Измайловский проспект — Садовая улица — Никольская площадь — Мариинский театр — улица Декабристов — проспект Римского-Корсакова — Площадь Репина | 1       | 10,04     | 1 февраля 1999 года   | Изменение маршрутной сети. Работал по будням и субботам до 21:00                                                                                      |
| 43A | ⬜ㅤㅤ⬜ | Купчино — улица Ярослава Гашека — Купчинская улица — улица Димитрова — Бухарестская улица — Проспект Славы — Международная — Бухарестская — улица Салова — Благодатная улица — Московский проспект — Электросила — Московские ворота — Фрунзенская — Варшавский вокзал | 1       | 15,05     | 1974 год              | Объединен с маршрутом № 43 |
| 44  | 🟦ㅤㅤ🟦 | Трамвайный парк № 7 — Пролетарская — проспект Обуховской Обороны — Ломоносовская — Невский завод — Площадь Александра Невского — 2-я Советская улица — Площадь Восстания, Московский вокзал — Лиговский проспект — Обводный канал — Карбюраторный завод | 7       | 15,43     | 1 января 2007 года    | Закрытие трамвайного движения по Лиговскому проспекту и 2-й Советской улице. Работал до 21:00                                                         |
| 46  | 🟨ㅤㅤ🟦 | Тихорецкий проспект — проспект Науки — Академическая — улица Руставели — Ручьи — Пискарёвский проспект — Пискарёвка — Проспект Мечникова | 5       | 7,24      | 23 февраля 2008 года  | Объединен с маршрутом № 38 |
| 48А | 🟦ㅤㅤ🟥 | Лахтинский разлив — Беговая — улица Савушкина — Чёрная речка — Торжковская улица — Ланская | 5       | 7,58      | 16 июля 2018 года     | Работал во время Кубка конфедераций 2017 года и Чемпионата мира по футболу 2018 года в России                                                         |
| 50  | 🟦ㅤㅤ🟨 | Броневая — Благодатная улица — улица Салова — Бухарестская — Международная — Проспект Славы — Дунайская — Малая Балканская улица | 1       | 11,07     | 1 октября 2002 года   | Закрытие конечной станции «Броневая» |
| 51А | 🟥ㅤㅤ🟨 | Суздальский проспект — проспект Просвещения — Гражданский проспект — Новая Охта — улица Руставели – Совмещённый трамвайно-троллейбусный парк | СТТП    | 3,6       | 22 апреля 2024 года   | Работал только по выходным: 6–7, 13–14 и 20–21 апреля 2024 года, во время ремонта трамвайных путей на улице Руставели                                 |
| 53  | 🟦ㅤㅤ🟩 | Суздальский проспект — проспект Просвещения — проспект Культуры — Тихорецкий проспект — Политехническая — Площадь Мужества — Кушелевка — 1-й Муринский проспект — Большой Сампсониевский проспект — Выборгская | 3, 5    | 12,28     | 9 июля 2000 года      | Фактически заменен трамваем № 61 |
| 53A | 🟦ㅤㅤ🟩 | Проспект Культуры — Тихорецкий проспект — Политехническая — Площадь Мужества — Кушелевка — 1-й Муринский проспект — Большой Сампсониевский проспект — Выборгская | 3, СТТП | 10,72     | 27 декабря 1983 года  | Перенумерован в № 61 |
| 54  | 🟩ㅤㅤ🟥 | Проспект Солидарности — Улица Дыбенко — Дальневосточный проспект — Народная улица | 7       | 5,3       | 17 января 2014 года   | Временный маршрут в связи с ремонтом трамвайной эстакады на Володарском мосту                                                                         |
| 55A | 🟥ㅤㅤ🟦 | Придорожная аллея — Проспект Просвещения — проспект Луначарского — Тихорецкий проспект | СТТП    | 7,24      | 24 апреля 2023 года   | Временный маршрут в связи с ремонтом трамвайных путей на Политехнической улице                                                                        |
| 57A | ⬜ㅤㅤ🟦 | Суздальский проспект — проспект Просвещения — Гражданский проспект — Новая Охта — улица Руставели — Проспект Луначарского | СТТП    | 4,25      | 2012 год              | Временный маршрут в связи с ремонтом трамвайных путей                                                                                                 |
| 60A | ⬜ㅤㅤ🟦 | ЛЭМЗ — Петергофское шоссе — улица Десантников — Улица Маршала Казакова | 8       | 7,88      | 2012 год              | Маршрут был временным |
| 90  | ⬜ㅤㅤ⬜ | Площадь Репина — Садовая улица — Троицкий проспект — 1-я Красноармейская улица — Технологический институт — Пушкинская, Витебский вокзал — Звенигородская — улица Марата — Лиговский проспект — Площадь Восстания, Московский вокзал — 2-я Советская улица — улица Некрасова — Литейный проспект — Площадь Ленина, Финляндский вокзал — Лесной проспект — Выборгская | 4, 8    | 13,56     | 5 апреля 2003 года    | Изменение маршрутной сети. Работал по будням. |